# 핀란드의 로마 가톨릭교회
이 문서는 핀란드의 로마 가톨릭교회 문서이다. 현재 핀란드의 가톨릭 신자는 9,000명에 불과하며, 전체 유럽 가운데 비율이 가장 낮다. 핀란드의 가톨릭 신자 대다수는 외국 태생으로, 특히 폴란드 이민자 출신이 많다. 핀란드에서 사목하고 있는 가톨릭 성직자의 절반은 폴란드인이다. 2007년 핀란드 태생 사제는 오직 두 명만이 있었으며, 그 가운데 한 명만이 핀란드에서 사목하고 있다.
핀란드는 가톨릭 교세가 매우 적기 때문에 핀란드의 가톨릭 교구는 헬싱키 교구 하나밖에 없다.